# Banitsa

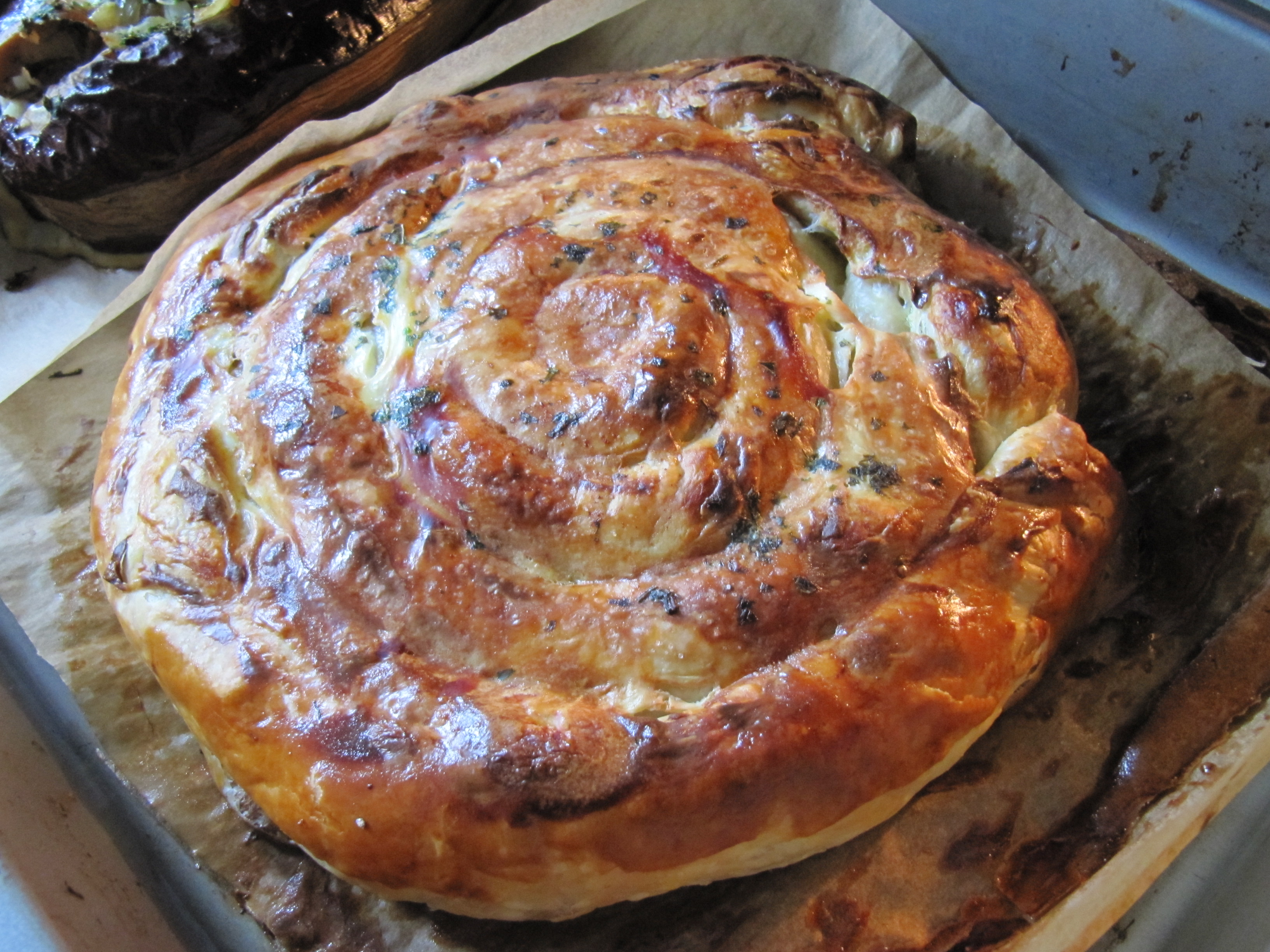
Banitsa

Banitsa (Bulgaars: баница), soms getranslitereerd als banica of banitza, is een Bulgaars traditioneel gebaksschotel, bereid door een mengsel van geklopte eieren, natuurlijke yoghurt en stukjes witte kaas tussen filodeeg te leggen en vervolgens in een oven te bakken. Traditioneel worden bij bepaalde gelegenheden geluksamuletten in het deeg gedaan, vooral op oudejaarsavond. Banitsa wordt geserveerd als ontbijt met yoghurt, ayran of boza. Het kan zowel warm als koud worden gegeten. Sommige variëteiten omvatten banitsa met spinazie "спаначник" (spanatsjnik) of de zoetere versie, banitsa met melk "млечна баница" (mletsjna banitsa) of de banitsa met pompoen "тиквеник" (tikvenik banitsa).